# 매천시장역
매천시장역(Maecheon Market Station, 梅川市場驛)은 대구광역시 북구 매천동에 위치한 대구 도시철도 3호선의 역이다.

## 역명의 유래
역명은 역 인근에 대구 농수산물도매시장이 있어서 당초에 매천농수산물시장역이란 이름으로 역명이 확정되었으나 역명이 상당히 길다는 이유로, 2014년 12월 22일 간결하게 매천시장역으로 변경되었다.

## 역 구조
2면 2선의 상대식 승강장이 있는 지상역이다. 난간형 스크린도어가 설치되어 있다.

### 승강장
| 매천 ↑ |
| \| 상  |
| ↓ 팔달 |

| 상행 | ● 대구 도시철도 3호선 | 매천·칠곡운암·칠곡경대병원 방면 |
| 하행 | ● 대구 도시철도 3호선 | 팔달·서문시장·용지 방면         |

- 대합실을 지나면 반대쪽 승강장으로 이동 할 수 있다.

## 역사
- 2015년 1월 15일 : 매천시장역으로 역명 결정
- 2015년 4월 23일 : 대구 도시철도 3호선 개통과 함께 영업 개시

## 역 주변
| 나가는 곳 | 방면                                                                        |
| --------- | --------------------------------------------------------------------------- |
| 1         | 대구북부화물터미널 대구농수산물도매시장 관문동행정복지센터 대구관문초등학교 |

## 승차량 변동
주변에 대구광역시 농수산물도매시장 외에는 역세권이 많이 발달하지 못해 이용 빈도가 적은 편이며, 대구 도시철도 3호선의 역들 중 4번째로 승객이 적은 역이다. 주변 아파트 단지 개발로 이용객이 점진적으로 증가하고 있다.
| 노선  | 승차 인원 | 승차 인원 | 승차 인원 | 승차 인원 | 승차 인원 | 승차 인원 | 승차 인원 | 주석  |
| 노선  | 2015년    | 2016년    | 2017년    | 2018년    | 2019년    | 2020년    | 2021년    | 주석  |
| ----- | --------- | --------- | --------- | --------- | --------- | --------- | --------- | ----- |
| 3호선 | 851       | 875       | 893       | 908       | 1,328     | 1,219     |           | [ 1 ] |

## 사진

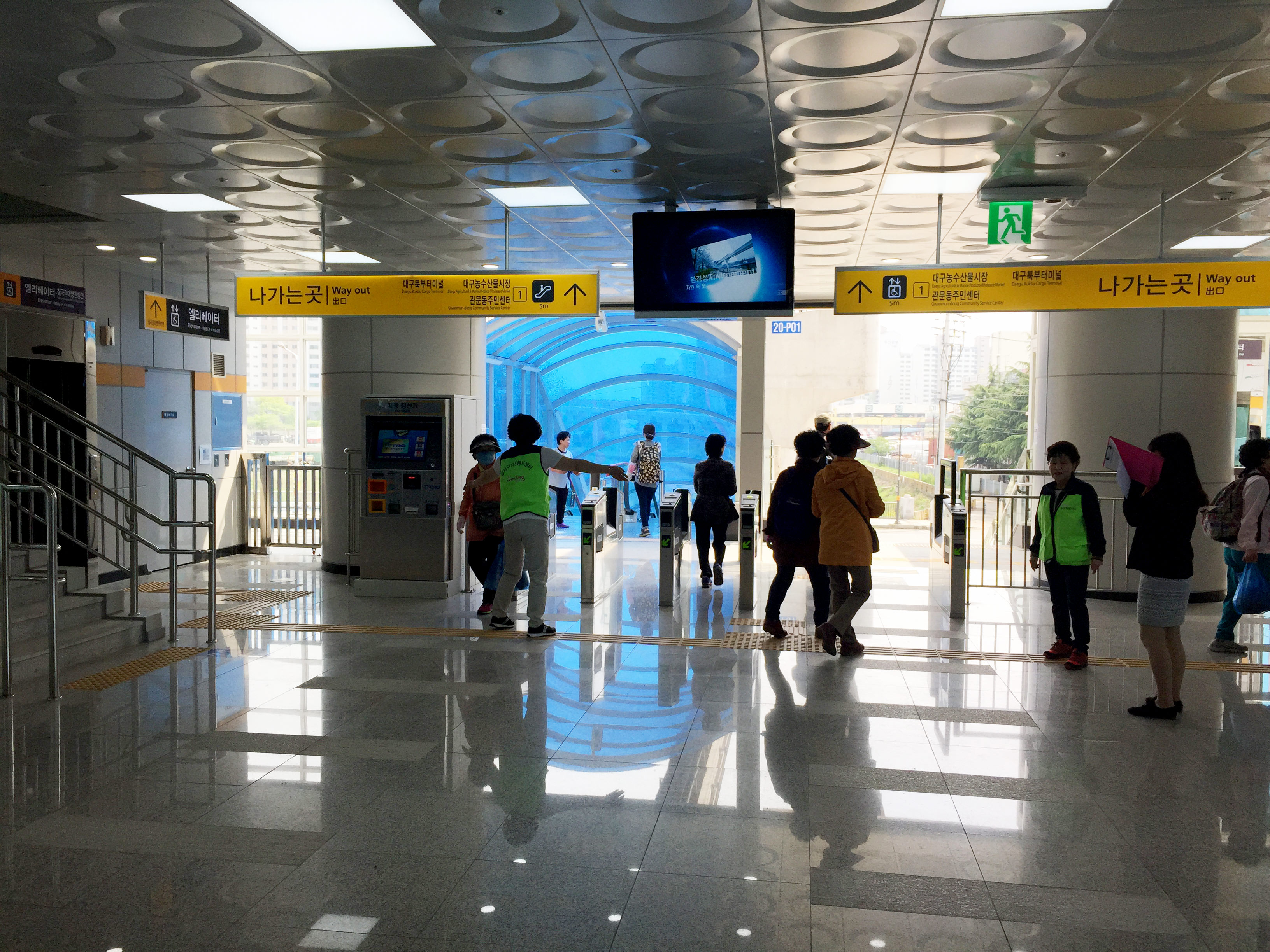
개찰구

## 인접한 역
| 대구 도시철도 3호선        | 대구 도시철도 3호선   | 대구 도시철도 3호선 |
| -------------------------- | --------------------- | ------------------- |
| 319 매천 칠곡경대병원 방면 | ● 대구 도시철도 3호선 | 321 팔달 용지 방면  |